# Jöölboom
Jöölboom (sildfrisisk), Kenkenbuum (førfrisisk) eller Julbuum (fastlandsfrisisk) er den nordfrisiske variant af nutidens juletræ. Det nordfrisiske juletræ består af et cirka 50 cm højt træstativ, hvori der er indflettet en krans af buksbom eller vedbend eller andre vintergrønne grene. Stativet er derudover pyntet med flere trylledejsfigurer samt tre æbler. Trylledejsfigurer kaldes på nordfrisisk for kenkentjüch. Også nord for grænsen kendes julepynt af trylledej. Figurerne afbilder en række brugsdyr som svin, ko, får, hest, hane, fisk, samt et sejlskib og en hollændermølle. Figurerne tilskrives en kulturel symbolsk betydning. Måske forestillede figurerne kalendersymboler og var udtryk for en førkristen gudedyrkelse. Ved stativets fod opstilles en figur med Adam og Eva med slangen. Med adventskransens voksende popularitet blev det også skik at sætte fire lys på stativet.
Det nordfrisiske juletræ i sin nuværende form dukkede først op på de nordfrisiske øer i midten af 1800-tallet. Det var svært at få grantræ på de ofte skovløse øer, hvormed ideen med at pynte stativet med vintergrønt opstod. Jöölboomen selv er ældre.
Stativet er ofte placeret i nærheden af vinduet eller på et bord midt i stuen. Det nordfrisiske juletræ er endnu i dag en vidt udbredt skik i store dele af Nordfrisland.
Det sydslesvigske julemærke 2023 viser et traditionelt dansk juletræ og et nordfrisisk.